# 沈肃文
沈肃文（1881年—1958年），又名毅，男，浙江绍兴人，中国政治人物，曾任中国民主建国会中央委员会常务委员。